# Allan Gintel
Allan Gintel (* 24. září 1947 Praha), je český psycholog a pedagog, zabývající se zážitkovou pedagogikou, spisovatel, manažer a nakladatel.
Allan Gintel vystudoval v letech 1968–1974 Filozofickou fakultu UK, obor psychologie. Jako psycholog pracoval na generálním ředitelství Závodů přístrojů a automatizace, ale mimopracovně se věnoval rozvoji a experimentálnímu zkoumání zážitkové pedagogiky. Je zakladatelem Prázdninové školy Lipnice a iniciátorem dalších experimentálních pedagogických projektů. Věnuje se také otázkám městské architektury a rozvoji udržitelného životního prostředí. Byl členem správní rady Nadace Proměny, místopředsedou správní rady Společnosti Petra Parléře.

## Aktivity

### Prázdninová škola
V letech 1970–1974 založil a řídil experimentální projekt Gymnasion. Na podkladě zkušeností z tohoto projektu byl v roce 1977 iniciátorem a spoluzakladatelem Prázdninové školy Lipnice a až do roku 1987 ji řídil.

### Nadace a spolky
V roce 1992 byl spoluzakladatelem Nadace Pangea, která byla založena u příležitosti 400. výročí narození J. A. Komenského a podporuje vzdělávací a výchovné projekty pro mládež, ale i projekty pro seniory, hendikepované, a v řadě dalších oblastí.
V roce 2004 spoluzaložil Společnost Petra Parléře, o.p.s., a byl místopředsedou její správní rady. Prvním předsedou správní rady byl zvolen architekt Vlado Milunić. Společnost každoročně udělovala Cenu Petra Parléře za architektonické projekty „revitalizace veřejných prostranství a budov a interiérů ve veřejné správě“, pod záštitou Ministerstva pro místní rozvoj. Z iniciativy společnosti byla také založena Platforma městských architektů. Činnost společnosti byla ukončena k roku 2019.
V letech 2008–2015 byl členem správní rady Nadace Proměny, která podporuje rozvoj architektury a krajinné tvorby.
V roce 2018 spoluzaložil spolek Platforma městských architektů, z.s., jako platformu pro odborné vzdělávání městských architektů.

### Nakladatelství
Od roku 2008 je majitelem nakladatelství Gasset, které vydává memoárovou, populárně naučnou a odbornou literaturu.

## Dílo
- Prázdniny v pohybu, Nakladatelství Mladá fronta, Praha 1980.
- HORA, P. a kol. Prázdniny se šlehačkou: Malá instruktorská čítanka. Praha: Mladá fronta, 1984, jeden z kolektivu spoluautorů.
- Třicet sluncí nad Lipnicí. Gymnasion, 2007, č. 7. s. 4–5, GINTEL, Allan a kol.
- S anděly nad hlavou: životaběh a dílo prof. MUDr. Vladimíra Vondráčka, Nakladatelství Gasset, Praha 2015, dílo řady autorů, editoval spolu s Ritou Hildprantovou a Jiřím Rabochem. Kniha ke 120. výročí narození jednoho z nejznámějších českých psychiatrů.
- Zahrady pozemských radostí, Nakladatelství Gasset, Praha 2019, o projektech s intenzívním rekreačním režimem, vzniklých v 70. letech 20. století, z nichž se zrodil Gymnasion a Prázdninová škola.